# Fondation Gruber
La Fondation Gruber est une fondation à objectifs philanthropiques créée par Peter et Patricia Gruber. Elle est abritée à l'université Yale à New Haven, dans le Connecticut. 

## Historique
La fondation a été créée, sous le nom de Peter and Patricia Gruber Foundation, en 1993. Le nom alternatif Gruber Foundation est employé depuis 2011 et sa localisation à l'université Yale.
La fondation distribue des prix, et soutient des programmes de formation, dans les domaines de  cosmologie, génétique, neurosciences, justice, et droits des femmes, aux moyen de trois types actions :
- les prix Gruber cosmologie, génétique et neurosciences et les prix pour jeunes scientifiques ;
- les bourses en sciences ;
- le programme pour « la justice mondiale et les droits de femmes » à l'École de droit de Yale[3].

En 2011, la structure et la forme de prix alloués ont été modifiés, et la responsabilité scientifique en partie au moins transférée à l'Université Yale.

## Prix Gruber
La fondation décerne chaque année trois prix, et jusqu'en 2011 cinq prix  :
- Prix Gruber de cosmologie, attribué depuis 2001[5] ;
- Prix Gruber de génétique attribué depuis 2001[6] ;
- Prix Gruber en neurosciences attribué depuis 2004[7].

Deux autres prix ont été attribués jusqu'en 2011 :
- Prix Gruber pour la justice (en) attribué de 2001 à 2011 ;
- Prix Gruber pour les droits des femmes (en) attribué de 2003 à 2011.

Le prix consiste en une médaille en or et un don en espèces de 500 000.

## PrixJeunes Chercheurs
Les prix  jeunes chercheurs récompensent des débuts carrière prometteurs, et les lauréats sont sélectionnés en partenariat avec les organismes scientifiques concernés :
- Bourse de l’Union astronomique internationale[5] ;
- Rosalind Franklin Young Investigator Award, en partenariat avec la Genetics Society of America (en) et la Socité américaine de génétique humaine[10]. Ce prix triennal est spécialement décerné aux femmes ; ne pas confondre avec le prix Rosalind-Franklin de la Royal Society.
- Prix Peter-et-Patricia-Gruber de recherche en neurosciences, en partenariat avec la  Society for Neuroscience[7]. Ce prix annuel de 50 000 est partagé entre deux jeunes scientifiques sélectionnés par un comité de la Society for Neuroscience.
- Prix Peter-et-Patricia-Gruber à l'Institut Weizmann à Rehovot[11] ;

## Bourses Gruber en sciences
Les bourses Gruber en sciences (Gruber Science Fellowships) ont été créées en 2011. Elles sont attribuées par la Yale Graduate School of Arts and Sciences (en),. Chaque année, environ vingt bourses sont attribuées aux candidats les plus prometteurs dans les programmes de Ph. D. à L'université Yale en sciences de la vie, cosmologie et astrophysique. Les programmes de Ph. D. participants comprennent : les sciences biologiques et médicales,
l'ingénierie biomédicale l'astronomie et la physique.

## Programme Gruber pour la justice mondiale et les droits des femmes
Le programme Gruber pour la justice mondiale et les droits des femmes est géré par l'École de droit de Yale. Il prolonge et étend les objectifs des prix de la justice mondiale et des droits des femmes décernés avant 2011. Ce programme est constitué de quatre composantes : 
- Séminaire de constitutionnalisme mondial[16]
- Conférences en justice mondiale et droits des femmes[17]
- Bourses Gruber en justice mondiale et droits des femmes[18]
- Projet Gruber  en justice mondiale et droits des femmes.

## Articles liés
- Prix Rosalind-Franklin de la Royal Society